# Высадка в Эль-Фао
Высадка в Эль-Фао (англ. Fao Landing) — десантная операция британских войск, проведённая 6 ноября 1914 года, с последующими боями за укрепления в Фао 8 ноября 1914 года, занятую османской армией. В результате высадки британцы захватили крепость.
Когда Османская империя вступила в Первую мировую войну, Великобритания обеспокоилась за безопасность нефтяной инфраструктуры Персидского залива. Для её защиты британцы решили захватить контролируемые Османской империей берега Персидского залива. Фао была основной османской крепостью и наиболее удобной точкой для атаки османской армии на британскую нефтяную инфраструктуру. Великобритания возложила данную миссию на Индийский экспедиционный корпус D, который состоял из 6-й дивизии во главе с генерал-лейтенантом Артуром Барретом с сэром Пэрси Коксом в качестве политофицера.
Британский шлюп обстрелял турецкие позиции у старой крепости Фао, заставив замолчать вражеские батареи и расчистив путь для десанта. Первой на берег у Фао высадилась 16-я бригада во главе с бригадным генералом Деламейном. По ходу продвижения британцев к крепости они подвергались атаке османской пехоты. Британцам удалось отбить атаки, но они не смогли захватить крепость, поскольку тяжелая артиллерия ещё не была доставлена на берег. Британцы затем вырыли траншею вокруг крепости, из которой вели огонь по ней.
Британская тяжелая артиллерия была доставлена на берег 8 ноября, и британцы немедленно начали обстреливать османские укрепления. Артиллерия разрушила стены, и британские подразделения вошли в крепость. После 45 минутного боя британцы захватили её. Было захвачено большое количество практически неповрежденной техники, включая несколько артиллерийских орудий, многие из которых все еще находились на позициях и были заряжены. На следующий день началась высадка оставшихся частей дивизии.
С захватом Фао османская армия более не контролировала Персидский залив, и британская инфраструктура была в безопасности. Однако британцы считали, что их объекты не будут по-настоящему безопасными, пока им не удастся захватить Багдад. Последовало несколько кампаний на Багдад, которые в результате привели к захвату города британцами только в 1917 году. Город Фао (сейчас называется Эль-Фао) стал отправной точкой для многих британских кампаний в Месопотамии.